# 준브라이드 ~당신밖에 안 보여~
〈준브라이드 ~당신밖에 안 보여~〉(일본어: ジューンブライド 〜あなたしか見えない〜 준브라이도 아나타시카미에나이[*])는 사에구사 유카 인 데시벨의 열두 번째 싱글이다. 준브라이드는 영어로 June Bride로 ‘6월의 신부’라는 의미가 있다.

## 수록곡
1. 준브라이드 ~당신밖에 안 보여~(ジューンブライド 〜あなたしか見えない〜)
  - 작사: 사에구사 유카, 작곡 · 편곡: 토쿠나가 아키히토

친구의 결혼식을 생각해서 만든, 따뜻한 웨딩 송이며, 그것에 관련해서 TV 아사히계 《뮤직 스테이션》, 닛폰 TV계 《음악전사 MUSIC FIGHTER》에 출연할 때는 사에구사 유카가 미니 스커트 모양의 웨딩드레스를 입고 불렀다.
2. 아무리 내일이 보이지 않아도(どんなに明日が見えなくても)
  - 작사: 사에구사 유카, 작곡: 오노 아이카, 편곡: 오자와 마사즈미
3. 우리들의 외로운 게임(僕らの孤独なゲーム)
  - 작사: 사에구사 유카, 작곡 · 편곡: 고토 코지
4. 준브라이드 ~당신밖에 안 보여~ (TV version)
5. 준브라이드 ~당신밖에 안 보여~ (Instrumental)

## 타이업
- 닛폰 TV 요미우리 TV계 애니메이션 《명탐정 코난》 닫는 곡 (#1)

## 커버
- 이마이 아사미, 하라 유미, 누마쿠라 마나미 - 2011년 음반 《THE IDOLM@STER STATION!!! THIRD TRAVEL WANTED》에 수록.

## 같이 보기
- 기자 스튜디오
- 빙
- 사에구사 유카 인 데시벨
  - 사에구사 유카
  - 이와이 유이치로
  - 쿠루마타니 케이스케
  - 오야부 타쿠
- 명탐정 코난
  - 일본판 엔딩 목록

| TV 애니메이션 《명탐정 코난》 닫는 곡 2005년 5월 16일 (398화) ~ 2005년 7월 11일 (406화) |                                                           |                                         |
| 이전 곡: 가넷 크로우 〈잊고 피는〉                                                      | 사에구사 유카 인 데시벨 〈준브라이드 ~당신밖에 안 보여~〉 | 다음곡: 타케이 시오리 〈세상을 멈추고〉 |